# Lieven de Key
Lieven de Key (vers 1560, Gand - 17 juillet 1627, Haarlem) est un architecte néerlandais. Il est considéré comme l'un des plus grands architectes du siècle d'or néerlandais, avec Hendrick de Keyser. Son travail, influencé par le style maniériste de l'époque, marque un sommet de la Renaissance hollandaise.

## Biographie
Né à Gand vers 1560, Lieven de Key est l’un des 15 000 émigrants originaires des Pays-Bas méridionaux qui s’établissent dans les Provinces-Unies à la suite des guerres de religion, et en particulier après qu’en 1584 Alexandre Farnese ait reconquis leur région d’origine pour le compte de l’Espagne. D’abord installé à Londres de 1580 à 1591, il vient aux Pays-Bas pour y travailler comme architecte successivement à Leyde et à Haarlem, où il est nommé architecte municipal (plus exactement Stadstimmerman en -steenhouwer, litt. Charpentier et tailleur de pierre municipal) en 1592. À ce titre, il se voit confier par la municipalité de Haarlem plusieurs chantiers importants. 
Il est à noter que plusieurs bâtiments de la ville de Haarlem lui sont attribués car un grand nombre d'entre eux ont été construits après l'incendie qui a ravagé la ville en 1576 ; un certain nombre de ces attributions cependant sont sujettes à caution.
L’exemple sans doute le plus réussi et le plus emblématique de son style architectural est la Halle aux viandes de Haarlem, de 1601, édifice de brique et pierre de taille, caractéristique de la première moitié du XVIIe siècle aux Pays-Bas, qui se signale en particulier par la profuse ornementation de ses façades pignon, de ses lucarnes et de l’encadrement de ses portes.

## Œuvres

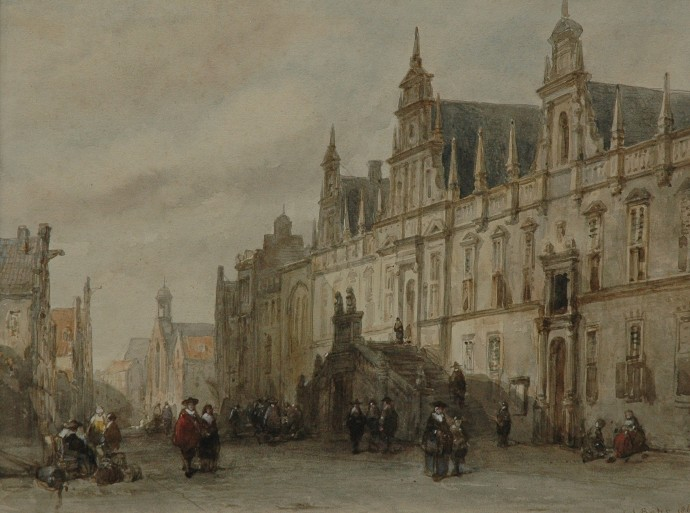
Façade de l'hôtel de ville de Leyde sur une aquarelle de 1860.

- Le siège des Sint-Jorisdoelen (sorte de garde civique), réaménagé plus tard en Proveniershuis, nom sous lequel ce bâtiment de Haarlem est connu aujourd’hui (1592)
- La façade de l'hôtel de ville de Leyde (1595)
- La Halle aux viandes de Haarlem (1601)
- Le Oudemannenhuis (hospice de vieillards), abritant aujourd’hui le musée Frans Hals de Haarlem (1608)
- Le clocher de l’église Sainte-Anne (ou Nieuwe Kerk) de Haarlem (1613)
- Le logis du tailleur de pierre municipal à Leyde (1616)
- L'aile nord de l’hôtel de ville de Haarlem (après 1620)
- Le poids public de Haarlem
- Le portail est de l’église de Bakenesse à Haarlem (1620)
- Le portail des hofjes Sainte-Barbe (1924) et Frans Loenen (1925), tous deux à Haarlem